# Casa al carrer Ample, 12 (Cassà de la Selva)
La Casa al carrer Ample, 12 és una obra del municipi de Cassà de la Selva (Gironès) inclosa en l'Inventari del Patrimoni Arquitectònic de Catalunya.

## Descripció
Es tracta d'un edifici urbà unifamiliar entre mitgeres amb cancells d'entrada i tres plantes. Destaquem els elements ornamentals de la balconada i de les llindes de les seves obertures amb motius florals Les obertures de la segona planta unificades, amb pilarets i capitells de pedra, donen un bon acabament al conjunt. Conté una façana arrebossada amb dibuixos geomètrics regulars.

## Història
És de tipus constructiu característic de Cassà, en molts casso es relacionava amb l'esplendor de la indústria del suro.